# Пронский, Юрий Иванович
Юрий Иванович Пронский-Шемякин (умер 1554) — князь из рода Рюриковичей, стольник и воевода, российский военный и государственный деятель на службе у великого князя и царя московского Ивана Грозного, старший сын воеводы князя Ивана Васильевича Пронского-Шемяки.

## Служба
В 1547 году князь Юрий Иванович Пронский присутствовал на свадьбе великого князя московского Ивана Васильевича на Анастасии Романовне Захарьиной. Он держал колпак и спал у постели, а на другой день свадьбы мылся в мыльне с великим князем. В 1549 году Юрий Пронский был назначен кравчим, в 1549 — 1550 годах — рында (телохранитель) царя Ивана Васильевича во время первого казанского похода. В 1550 году Юрий Иванович Пронский был назначен стольником.
В мае 1551 года князь Юрий Иванович Пронский-Шемякин присутствовал на первой свадьбе удельного князя Владимира Андреевича Старицкого (двоюродного брата Ивана Грозного) с Евдокией Александровной Нагой, где нёс вино в церковь.
В 1551 году князь Юрий Иванович Пронский был полковым воеводой в Нижнем Новгороде и Михайлове. В 1552 году был одним из командиром ертоульного полка в русском войске во время второго похода Ивана Васильевича Грозного на Казанское ханство. Князь Андрей Михайлович Курбский, участвовавший во многих военных походах Ивана Грозного, писал о князя Пронском: «княжато Пронский Юрий, юноша зело храбрый». 15 июля ертоульный полк выступил из Мурома, в середине августа вся русское войско переправилась под Свияжском на левый берег Волги. 23 августа русские полки двинулись по стены Казани. Ертоул (7-тысячный отряд пехоты и конницы) под командованием князей Юрия Ивановича Пронского и Фёдора Ивановича Троекурова переправился через реку Булак и стал подниматься на Арское поле под Казанью. В это время 6-тысячный казанский гарнизон предпринял вылазку из города и внезапно напал на ертоульный полк. Им на помощь прибыли князья Ю. И. Пронский и Ф. И. Троекуров с другой частью ертоула, состоящей из детей боярских и стрельцов, заставив казанцев отступить в город. 25 августа по царскому указу ертоульный полк двинулся с Арского поля на правый берег р. Казанки, чтобы здесь соединиться с полком правой руки под командованием князей Петра Михайловича Щенятева и Андрея Михайловича Курбского. В это время казанцы предприняли новую вылазку и атаковали ертоул. Ему на помощь прибыл передовой полк под командованием князя Дмитрия Ивановича Хилкова, который заставил казанцев отступить. В этом бою был легко ранен князь Юрий Иванович Пронский-Шемякин. 30 августа Юрий Иванович Пронский участвовал в боях под стенами Казани. 2 октября 1552 года во время штурма и взятия Казани Юрий Пронский командовал частью ертоула и ворвался в город через Збойливые ворота.
Весной 1554 года царь Иван Васильевич Грозный организовал боярский совет, на котором было принято решение предпринять карательный Астраханский поход против астраханского хана Ямгурчи (1550—1554), который нарушил мирный договор с Москвой, ограбил русское посольство и напал на ногайские улусы.
«И царь великий посла Дербыш царя на Асторохань, а с ним послал воевод своих князя Юрья Ивановича Пронского-Шемякина с товарищи, а велел ему итти на три полка: в большом полку князь Юрья Иванович Пронской да Михайло Петрович Головин, а в передовом полку постельничей Игнатей Михайлович Вишняков да Ширяй Кобяков, в сторожевом полку Стефан Григорьев сын Сидоров да князь Андрей Булгак-Борятинской, а с ними дворяне царского двора и дети боярские из розных городов выбором, да стрельцов и казаков. Да со князем Юрьем же велел быти с вятчины князь Александру Ивановичу Вяземскому. А велел государь князю Юрью с товарищи итти, как лед вскороется»".
30-тысячное русское войско под предводительством князя Юрия Ивановича Пронского-Шемякина выступило по Волге в поход на Астрахань. 29 июня Юрий Пронский-Шемякин с войском, придя к Переволоку, между Доном и Волгой, отправил на разведку передовой отряд под командованием князя Александра Святыни Вяземского и Данилы Чулкова. Около Чёрного острова передовой отряд столкнулся с астраханским авангардом под командованием Сакмака. Русские наголову разгромили вражеский отряд, захватив много пленников, в том числе самого Сакмака. На допросе пленники сообщили о том, что астраханский хан Ямгурчи со своим войском находится ниже Астрахани, а большая часть населения покинула город и укрылась на речных островах. Юрий Пронский отправил передовой полк, усиленный отрядами воевод князя Давида Гундорова, Тимофея Кропоткина и Григория Желобова, в поход на «царский стан», а сам с главными силами двинулся на оставленную Ямгурчи-ханом столицу Астраханского ханства.
2 июля 1554 года русская рать под командованием князя Юрия Пронского-Шемякина подошла под Хаджи-Тархан (Астрахань), защищать который было некому, в городе оставались «люди немногые». Русские воины высадились выше и ниже крепости и полностью её блокировали. Астрахань сдалась без сопротивления, а её защитники обратились в бегство при первом появлении русских полков. Передовой полк под командованием князя Александра Вяземского также действовал успешно. Сам астраханский хан Ямгурчи, находившийся на острове в одном из рукавов дельты Волги, при приближении русских бежал в Азов, но его гарем был перехвачен. Через несколько дней московские воеводы догнали бежавших астраханцев, часть их была убита, другие взяты в плен. Было освобождено много русских невольников.
Русские воеводы изгнали Ямгурчи и посадили на вакантный ханский престол в Астрахани Дервиш-Али (1554—1556), вассала и ставленника царя Ивана Васильевича Юрий Иванович, от имени московского правительства подписал с новым ханом Астраханский мирный договор. Новый астраханский хан освободил всех находившихся в его ханстве русских пленников и обязался выплачивать московскому царю ежегодную дань: 40 тысяч алтын (1200 рублей серебром) и 3 тысячи волжских рыб («осетров в сажень»). Русские воеводы пробыли в Астрахани четыре недели.
29 июля 1554 года русские полки под предводительством князя Юрия Ивановича Пронского-Шемякина, оставив в городе гарнизон под командованием воеводы Петра Никитича Тургенева, ушли из Астрахани. Московские воеводы освободили всех астраханских пленников, взяв с собой только жен и детей Ямгурчи-хана и русских пленных. В октябре русские воеводы во главе с князем Юрием Пронским прибыли в Москву, где «государь их жаловал великим жалованьем».
В том же 1554 году князь Юрий Иванович Пронский-Шемякин должен был по росписи стоять в Калуге с передовым полком, но, вследствие сделанного изменения, был переведен в Рязань.

## Семья
Старший сын воеводы князя Ивана Васильевича Пронского-Шемяки. Братья — Иван и Никита Пронские.
Князь Юрий Иванович Пронский-Шемякин был женат на княжне Евдокии Ивановне Мезецкой, дочери князя Ивана Михайловича меньшого Мезецкого (сына князя Михаила Романовича Мезецкого), от брака с которой не имел детей. Княгиня Евдокия Ивановна Шемякина-Пронская пережила супруга, она упоминается в 1565 году.